# ACM Computing Reviews
ACM Computing Reviews (ISSN 1530-6586 Erro de parâmetro em {{ISSN}}: ISSN inválido.) é uma revista científica, que faz revisões da literatura de ciência da computação. É publicada pela Association for Computing Machinery (ACM).